# Mines ParisTech
A École nationale supérieure des mines de Paris, também conhecida como École des mines de Paris, ou simplesmente Mines Paris, é uma das mais tradicionais, célebres, seletivas e prestigiadas grandes écoles francesas. Atualmente, ela faz parte da Université Paris Sciences et Lettres, sucessora da extinta Universidade de Paris.
Dentre os antigos alunos da escola, se destacam o matemático Henri Poincaré, Georges Charpak, que foi vencedor do Prêmio Nobel de Física de 1992, Carlos Ghosn, Léon Walras, Maurice Allais, ganhador do Prêmio Nobel de Economia de 1988, além de outros grandes políticos, cientistas, industriais e empresários franceses.

## História
Fundada em 19 de Março de 1783 por decreto do rei Louis XVI, com o objetivo de formar "diretores inteligentes" para as minas do Reino da França, é uma das mais antigas e seletivas escolas de engenharia francesas. Hoje, a escola se encontra sob tutela do Ministério da Economia, particularidade que lhe concede papel específico dentre as instituições de ensino superior francesas.
Quando de sua fundação, a mineração era não só um setor estratégico, mas indústria de excelência que necessitava lidar com problemas tão diversos quanto geofísica ou geopolítica, passando por gestão e segurança industrial. Os engenheiros de minas eram, então, formados para resolver essa ampla gama de desafios, o que se reflete na diversidade da formação oferecida pela escola. Tendo evoluído com o tempo, a formação atualmente oferecida pela escola faz com que ela se enquadre na categoria de "escola generalista".

### Formação de excelência
A escola forma engenheiros generalistas de alto nível, cuja vocação é ocupar cargos de responsabilidades em diversas áreas, tais quais indústria, pesquisa e gestão. O curso de engenheiro civil corresponde, então, a essa necessidade de polivalência se apoiando em alguns objetivos principais: Sólida cultura científica; Aprofundamento de estudos à escolha do aluno; e Desenvolvimento do espírito empreendedor. Para tanto, a formação de Engenheiro Civil é composta não só de cursos, mas de longos períodos de estágio em empresas ou em centros de pesquisa e lança mão de um acompanhamento pedagógico individualizado ao longo dos três anos de formação.
A admissão dos alunos é feita por concurso após o período de dois anos de estudos nas chamadas Classe préparatoire aux grandes écoles. Entretanto, um contingente importante de alunos universitários ou estrangeiros são admitidos para os dois anos finais de curso em programas de dupla formação, passando, portanto, por um processo de seleção específico. Por fim, cerca de trinta alunos da École Polytechnique são admitidos para realizar o ano final de seus estudos na escola.